# باشگاه فوتبال ایستر
باشگاه فوتبال ایستر (انگلیسی: FC Istres) یک باشگاه فوتبال مستقر در ایستر، فرانسه است که در حال حاضر در لیگ ملی ۳، پنجمین سطح لیگ فوتبال در این کشور به فعالیت می‌پردازد.

## تاریخچه
باشگاه فوتبال ایسترس در سال ۱۹۲۰ توسط ادوارد گیزونییه به عنوان اس‌اس ایسترین تأسیس شد. در سال ۱۹۶۹، آن‌ها به باشگاه ورزشی عمومی‌تری به نام ایستر اسپورت ملحق شدند که تصمیم گرفته‌شد رنگ‌های خاص بنفش و سیاه سابق خود را حفظ کند. در سال ۱۹۷۷، این باشگاه جوان کارآفرین میشل آویته را به عنوان رئیس باشگاه و دروازه‌بان سابق یوگسلاوی، جورج کوراک، را به عنوان مدیر باشگاه منصوب کرد. در دوران آویته و کوراک، باشگاه از دسته‌های پایین‌تر آماتور منطقه‌ای فرانسه به لیگ ۲ صعود کرد.  
در فصل ۲۰۰۴–۰۵، این باشگاه برای اولین بار در تاریخ خود به لیگ ۱ رسید، اما در انتهای جدول قرار گرفت و بلافاصله در سال بعد به لیگ ۲ سقوط کرد. این باشگاه پس از قهرمانی در لیگ ملی فرانسه فصل ۲۰۰۸-۲۰۰۹، برای فصل ۲۰۰۹–۱۰ به لیگ ۲ بازگشت. آن‌ها با لاوال و آرل آویون همراه شدند. اما در ۲۳ ژوئن، DNCG اعلام کرد که آرل آویون با وجود صعود از لیگ ملی فرانسه، به دلیل ناهنجاری‌هایی در حساب‌های مالی و مدیریت باشگاه اجازه نخواهد داشت در لیگ ۲ بازی کند. در ۳ ژوئیه، پس از یک درخواست تجدیدنظر، DNCG تصمیم خود را لغو کرد و وضعیت لیگ ۲ آرل را اعاده کرد. این باشگاه در فصل ۲۰۱۳–۱۴ پس از شکست ۲–۴ به باشگاه فوتبال دیژون سقوط کرد، اما دوباره پذیرفته شد زیرا لوژنک به دلیل نداشتن استادیوم مناسب از صعود بازمانده بود. اما در ۱۱ ژوئیه ۲۰۱۴، حکم علیه باشگاه فوتبال والنسینس لغو شد و ایستر دوباره سقوط کرد.  
در ژوئیه ۲۰۱۵، این باشگاه به دلیل مشکلات مالی به سطح هفتم سقوط کرد، اما دو صعود متوالی در سال‌های ۲۰۱۷ و ۲۰۱۸ باعث شد تا این باشگاه به لیگ ملی ۳ و دوباره به لیگ ملی ۲ در سال ۲۰۲۴ برسد.  

### تاریخچه نامگذاری
- اس‌اس ایسترین (۱۹۲۰–۱۹۶۹)

- ایستر اسپورت (۱۹۶۹–۱۹۹۰)

- باشگاه فوتبال ایستر ویله نول (۱۹۹۰–۲۰۰۴)